# Đại hội Thể dục Toàn quốc Đại Hàn Dân Quốc
Đại hội Thể dục toàn quốc Đại Hàn Dân Quốc là một cuộc thi thể dục thể thao thường niên được tổ chức tại Hàn Quốc.
Trong một tuần trọn vẹn vào mỗi tháng 10, khoảng 20.000 vận động viên đại diện cho 16 tỉnh thành trong cả nước tranh tài ở khoảng 40 môn thể thao riêng biệt. Địa điểm quay vòng giữa các thành phố lớn, bao gồm Seoul, Busan, Daegu, Gwangju và Incheon. Kì hội năm 2005 được tổ chức ở Ulsan và kì hội năm 2009 ở Daejeon.
Những cuộc thi được tổ chức ở các Khối Trung học, Cao đẳng và Khối học hiệu chính quy.

## Lịch sử
Việc đánh số hàng năm hiện tại bắt nguồn từ giải Bóng chày Toàn Triều Tiên năm 1920 và sự hình thành của Đại hội Thể dục Triều Tiên (조선 체육회). Chính quyền thuộc địa Nhật Bản đã tổ chức một cuộc thi đấu đa môn vào năm 1925, nhưng Đại hội Thể dục Triều Tiên lần đầu tiên trở thành một cuộc thi đấu đa môn cấp quốc gia vào năm 1934, với các môn bóng chày, bóng đá, quần vợt, điền kinh và bóng rổ.
Năm 1938, Đại hội Thể dục Triều Tiên bị chính quyền thuộc địa cưỡng chế giải thể. Vận động hội được tổ chức vào ngày 26, lại tiếp tục sau khi nước Hàn được giải phóng năm 1945. Với sự khai sinh nước Đại Hàn Dân Quốc vào năm 1948, sự kiện thể thao này đổi tên thành "Đại hội Thể dục toàn quốc" và thi đấu cá nhân được đổi thành thi đấu giữa các tỉnh và thành phố. Đại hội bị hủy bỏ vào năm 1951, trong Chiến tranh Triều Tiên.
| Kì    | Năm       | Chủ nhà                                 | Thời gian                               | Đấu thủ                                 | Đấu thủ                                 | Đấu thủ                                 | Môn thi đấu                             | Cuộc thi                                | Tham khảo                               |
| Kì    | Năm       | Chủ nhà                                 | Thời gian                               | Tổng                                    | Nam                                     | Nữ                                      | Môn thi đấu                             | Cuộc thi                                | Tham khảo                               |
| ----- | --------- | --------------------------------------- | --------------------------------------- | --------------------------------------- | --------------------------------------- | --------------------------------------- | --------------------------------------- | --------------------------------------- | --------------------------------------- |
| 1     | 1920      | Không có địa điểm cố định               |                                         |                                         |                                         |                                         | 1                                       | 1                                       |                                         |
| 2     | 1921      | Không có địa điểm cố định               |                                         |                                         |                                         |                                         |                                         |                                         |                                         |
| 3     | 1922      | Không có địa điểm cố định               |                                         |                                         |                                         |                                         |                                         |                                         |                                         |
| 4     | 1923      | Không có địa điểm cố định               |                                         |                                         |                                         |                                         |                                         |                                         |                                         |
| 5     | 1924      | Không có địa điểm cố định               |                                         |                                         |                                         |                                         |                                         |                                         |                                         |
| 6     | 1925      | Không có địa điểm cố định               |                                         |                                         |                                         |                                         |                                         |                                         |                                         |
| 7     | 1926      | Không có địa điểm cố định               |                                         |                                         |                                         |                                         |                                         |                                         |                                         |
| 8     | 1927      | Không có địa điểm cố định               |                                         |                                         |                                         |                                         |                                         |                                         |                                         |
| 9     | 1928      | Không có địa điểm cố định               |                                         |                                         |                                         |                                         |                                         |                                         |                                         |
| 10    | 1929      | Không có địa điểm cố định               |                                         |                                         |                                         |                                         |                                         |                                         |                                         |
| 11    | 1930      | Không có địa điểm cố định               |                                         |                                         |                                         |                                         |                                         |                                         |                                         |
| 12    | 1931      | Không có địa điểm cố định               |                                         |                                         |                                         |                                         |                                         |                                         |                                         |
| 13    | 1932      | Không có địa điểm cố định               |                                         |                                         |                                         |                                         |                                         |                                         |                                         |
| 14    | 1933      | Không có địa điểm cố định               |                                         |                                         |                                         |                                         |                                         |                                         |                                         |
| 15    | 1934      | Gyeongseong                             | 2–5 tháng 11                            |                                         |                                         |                                         |                                         |                                         |                                         |
| 16    | 1935      | Gyeongseong                             | 22–26 tháng 10                          |                                         |                                         |                                         |                                         |                                         |                                         |
| 17    | 1936      | Gyeongseong                             | Tháng 9                                 |                                         |                                         |                                         |                                         |                                         |                                         |
| 18    | 1937      | Gyeongseong                             | Tháng 9                                 |                                         |                                         |                                         |                                         |                                         |                                         |
| 19-25 | 1938-1944 | Ngừng tổ chức                           | Ngừng tổ chức                           | Ngừng tổ chức                           | Ngừng tổ chức                           | Ngừng tổ chức                           | Ngừng tổ chức                           | Ngừng tổ chức                           | Ngừng tổ chức                           |
| 26    | 1945      | Seoul                                   | 27–30 tháng 10                          |                                         |                                         |                                         |                                         |                                         |                                         |
| 27    | 1946      | Seoul                                   | 16–20 tháng 10                          |                                         |                                         |                                         |                                         |                                         |                                         |
| 28    | 1947      | Seoul                                   | 13–19 tháng 10                          |                                         |                                         |                                         |                                         |                                         |                                         |
| 29    | 1948      | Seoul                                   | 20–26 tháng 10                          |                                         |                                         |                                         |                                         |                                         |                                         |
| 30    | 1949      | Seoul                                   | 15–23 tháng 10                          |                                         |                                         |                                         |                                         |                                         |                                         |
| 31    | 1950      | Không tổ chức do Chiến tranh Triều Tiên | Không tổ chức do Chiến tranh Triều Tiên | Không tổ chức do Chiến tranh Triều Tiên | Không tổ chức do Chiến tranh Triều Tiên | Không tổ chức do Chiến tranh Triều Tiên | Không tổ chức do Chiến tranh Triều Tiên | Không tổ chức do Chiến tranh Triều Tiên | Không tổ chức do Chiến tranh Triều Tiên |
| 32    | 1951      | Gwangju                                 | 27–31 tháng 10                          |                                         |                                         |                                         |                                         |                                         |                                         |
| 33    | 1952      | Seoul                                   | 18–24 tháng 10                          |                                         |                                         |                                         |                                         |                                         |                                         |
| 34    | 1953      | Seoul                                   | 17–22 tháng 10                          |                                         |                                         |                                         |                                         |                                         |                                         |
| 35    | 1954      | Seoul                                   | 19–25 tháng 10                          |                                         |                                         |                                         |                                         |                                         |                                         |
| 36    | 1955      | Seoul                                   | 15–22 tháng 10                          |                                         |                                         |                                         |                                         |                                         |                                         |
| 37    | 1956      | Seoul                                   | 3–9 tháng 10                            |                                         |                                         |                                         |                                         |                                         |                                         |
| 38    | 1957      | Busan                                   | 18–24 tháng 10                          |                                         |                                         |                                         |                                         |                                         |                                         |
| 39    | 1958      | Seoul                                   | 3–9 tháng 10                            |                                         |                                         |                                         |                                         |                                         |                                         |
| 40    | 1959      | Seoul                                   | 3–9 tháng 10                            |                                         |                                         |                                         |                                         |                                         |                                         |
| 41    | 1960      | Daejeon                                 | 10–16 tháng 10                          |                                         |                                         |                                         |                                         |                                         |                                         |
| 42    | 1961      | Seoul                                   | 11–15 tháng 10                          |                                         |                                         |                                         |                                         |                                         |                                         |
| 43    | 1962      | Daegu                                   | 24–29 tháng 10                          |                                         |                                         |                                         |                                         |                                         |                                         |
| 44    | 1963      | Jeonju                                  | 4–9 tháng 10                            |                                         |                                         |                                         |                                         |                                         |                                         |
| 45    | 1964      | Gyeonggi                                | September 3–8                           |                                         |                                         |                                         |                                         |                                         |                                         |
| 46    | 1965      | Gwangju                                 | 5–10 tháng 10                           |                                         |                                         |                                         |                                         |                                         |                                         |
| 47    | 1966      | Seoul                                   | 10–15 tháng 10                          |                                         |                                         |                                         |                                         |                                         |                                         |
| 48    | 1967      | Seoul                                   | 5–10 tháng 10                           |                                         |                                         |                                         |                                         |                                         |                                         |
| 49    | 1968      | Seoul                                   | 12–17 tháng 11                          |                                         |                                         |                                         |                                         |                                         |                                         |
| 50    | 1969      | Seoul                                   | 28 tháng 10 - 2 tháng 11                |                                         |                                         |                                         |                                         |                                         |                                         |
| 51    | 1970      | Seoul                                   | 6–11 tháng 10                           |                                         |                                         |                                         |                                         |                                         |                                         |
| 52    | 1971      | Seoul                                   | 8–13 tháng 10                           |                                         |                                         |                                         |                                         |                                         |                                         |
| 53    | 1972      | Seoul                                   | 6–11 tháng 10                           |                                         |                                         |                                         |                                         |                                         |                                         |
| 54    | 1973      | Busan                                   | 12–17 tháng 10                          |                                         |                                         |                                         |                                         |                                         |                                         |
| 55    | 1974      | Seoul                                   | 8–13 tháng 10                           |                                         |                                         |                                         |                                         |                                         |                                         |
| 56    | 1975      | Daegu                                   | 7–12 tháng 10                           |                                         |                                         |                                         |                                         |                                         |                                         |
| 57    | 1976      | Busan                                   | 12–17 tháng 10                          |                                         |                                         |                                         |                                         |                                         |                                         |
| 58    | 1977      | Gwangju                                 | 10–15 tháng 10                          |                                         |                                         |                                         |                                         |                                         |                                         |
| 59    | 1978      | Incheon                                 | 12–17 tháng 10                          |                                         |                                         |                                         |                                         |                                         |                                         |
| 60    | 1979      | Chungnam                                | 12–17 tháng 10                          |                                         |                                         |                                         |                                         |                                         |                                         |
| 61    | 1980      | Jeonbuk                                 | 8–13 tháng 10                           |                                         |                                         |                                         |                                         |                                         |                                         |
| 62    | 1981      | Seoul                                   | 10–15 tháng 10                          |                                         |                                         |                                         |                                         |                                         |                                         |
| 63    | 1982      | Gyeongnam                               | 14–19 tháng 10                          |                                         |                                         |                                         |                                         |                                         |                                         |
| 64    | 1983      | Incheon                                 | 6–11 tháng 10                           |                                         |                                         |                                         |                                         |                                         |                                         |
| 65    | 1984      | Daegu                                   | 11–16 tháng 10                          |                                         |                                         |                                         |                                         |                                         |                                         |
| 66    | 1985      | Gangwon                                 | 10–15 tháng 10                          |                                         |                                         |                                         |                                         |                                         |                                         |
| 67    | 1986      | Seoul, Gyeonggi, Busan                  | 20–25 tháng 6                           |                                         |                                         |                                         |                                         |                                         |                                         |
| 68    | 1987      | Gwangju                                 | 13 –18 tháng 10                         |                                         |                                         |                                         |                                         |                                         |                                         |
| 69    | 1988      | Không có địa điểm cố định               | 9–22 tháng 5                            |                                         |                                         |                                         |                                         |                                         |                                         |
| 70    | 1989      | Gyeonggi                                | 26 tháng 9-1 tháng 10                   |                                         |                                         |                                         |                                         |                                         |                                         |
| 71    | 1990      | Chungbuk                                | 15–21 tháng 10                          |                                         |                                         |                                         |                                         |                                         |                                         |
| 72    | 1991      | Jeonbuk                                 | 7–13 tháng 10                           |                                         |                                         |                                         |                                         |                                         |                                         |
| 73    | 1992      | Daegu                                   | 10–16 tháng 10                          |                                         |                                         |                                         |                                         |                                         |                                         |
| 74    | 1993      | Gwangju                                 | 11–17 tháng 10                          |                                         |                                         |                                         |                                         |                                         |                                         |
| 75    | 1994      | Daejeon                                 | 27 tháng 10-2 tháng 11                  |                                         |                                         |                                         |                                         |                                         |                                         |
| 76    | 1995      | Gyeongbuk                               | 2–8 tháng 10                            |                                         |                                         |                                         |                                         |                                         |                                         |
| 77    | 1996      | Gangwon                                 | 7–13 tháng 10                           |                                         |                                         |                                         |                                         |                                         |                                         |
| 78    | 1997      | Gyeongnam                               | 8–14 tháng 10                           |                                         |                                         |                                         |                                         |                                         |                                         |
| 79    | 1998      | Jeju                                    | September 25-1 tháng 10                 |                                         |                                         |                                         |                                         |                                         |                                         |
| 80    | 1999      | Incheon                                 | 11–17 tháng 10                          |                                         |                                         |                                         |                                         |                                         |                                         |
| 81    | 2000      | Busan                                   | 12–18 tháng 10                          |                                         |                                         |                                         |                                         |                                         |                                         |
| 82    | 2001      | Chungnam                                | 10–16 tháng 10                          |                                         |                                         |                                         |                                         |                                         |                                         |
| 83    | 2002      | Jeju                                    | November 9–15                           |                                         |                                         |                                         |                                         |                                         |                                         |
| 84    | 2003      | Jeonbuk                                 | 10–16 tháng 10                          |                                         |                                         |                                         |                                         |                                         |                                         |
| 85    | 2004      | Chungbuk                                | 8–14 tháng 10                           |                                         |                                         |                                         |                                         |                                         |                                         |
| 86    | 2005      | Ulsan                                   | 14–20 tháng 10                          |                                         |                                         |                                         |                                         |                                         |                                         |
| 87    | 2006      | Gyeongbuk                               | 17–23 tháng 10                          |                                         |                                         |                                         |                                         |                                         |                                         |
| 88    | 2007      | Gwangju                                 | 8–14 tháng 10                           |                                         |                                         |                                         |                                         |                                         |                                         |
| 89    | 2008      | Jeonnam                                 | 10–16 tháng 10                          |                                         |                                         |                                         |                                         |                                         |                                         |
| 90    | 2009      | Daejeon                                 | 20–26 tháng 10                          |                                         |                                         |                                         |                                         |                                         |                                         |
| 91    | 2010      | Gyeongnam                               | 6–12 tháng 10                           |                                         |                                         |                                         |                                         |                                         |                                         |
| 92    | 2011      | Gyeonggi                                | 6–12 tháng 10                           |                                         |                                         |                                         |                                         |                                         |                                         |
| 93    | 2012      | Daegu                                   | 11–17 tháng 10                          |                                         |                                         |                                         |                                         |                                         |                                         |
| 94    | 2013      | Incheon                                 | 18–24 tháng 10                          |                                         |                                         |                                         |                                         |                                         |                                         |
| 95    | 2014      | Jeju                                    | 28 tháng 10-3 tháng 11                  |                                         |                                         |                                         |                                         |                                         |                                         |
| 96    | 2015      | Gangwon                                 | 16–22 tháng 10                          |                                         |                                         |                                         |                                         |                                         |                                         |
| 97    | 2016      | Chungnam                                | 7–13 tháng 10                           |                                         |                                         |                                         |                                         |                                         |                                         |
| 98    | 2017      | Chungbuk                                | 20–26 tháng 10                          |                                         |                                         |                                         |                                         |                                         |                                         |
| 99    | 2018      | Jeonbuk                                 | 12–18 tháng 10                          |                                         |                                         |                                         |                                         |                                         |                                         |
| 100   | 2019      | Seoul                                   | 4–10 tháng 10                           |                                         |                                         |                                         |                                         |                                         |                                         |
| 101   | 2020      | Gyeongbuk                               | Không tổ chức do đại dịch COVID-19      |                                         |                                         |                                         |                                         |                                         |                                         |
| 102   | 2021      | Gyeongbuk                               | 8-14 tháng 10                           |                                         |                                         |                                         |                                         |                                         |                                         |
| 103   | 2022      | Ulsan                                   | 7-13 tháng 10                           |                                         |                                         |                                         |                                         |                                         |                                         |